# اندیس حکیم آباد
حکیم آباد یک اندیس مصالح ساختمانی است که در حوالی شهر ساوه استان تهران قرار دارد و مادهٔ معدنی موجود در آن، گرانیت است.  